# Sales aromáticas

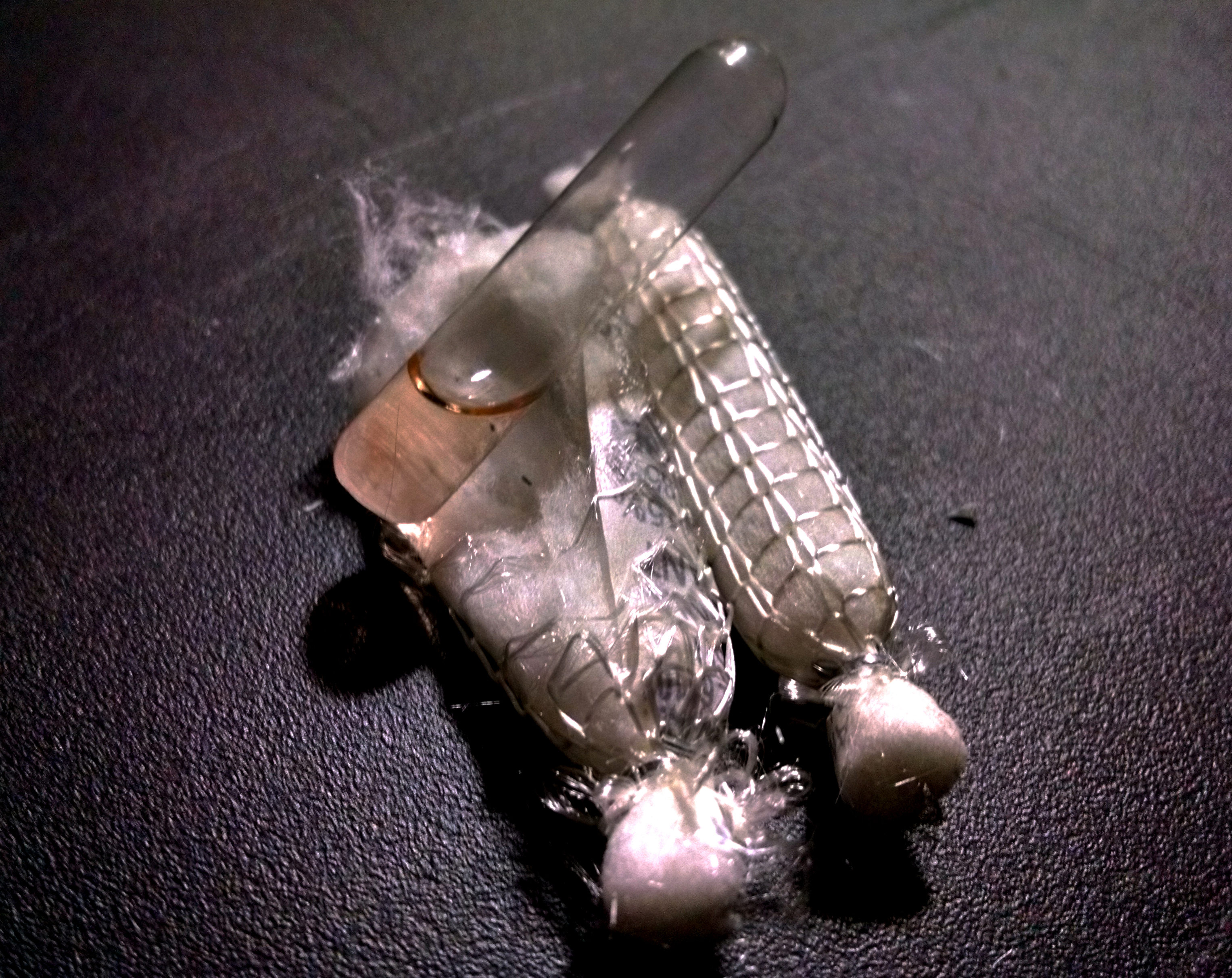
Dos cápsulas de sales olorosas de un botiquín de primeros auxilios. Un tubo interior delgado de vidrio contiene alcohol y amoníaco; la capa exterior es de algodón y red. Cuando se tritura, el líquido se libera en el algodón, mientras que los fragmentos de vidrio se mantienen en el interior. El algodón empapado en amoníaco se agita delante de la nariz para el tratamiento del desmayo.

Las sales aromáticas, también conocidas como inhalantes de amoníaco, espíritu de cuerno de ciervo o sal volatile, son compuestos químicos utilizados como estimulantes para recuperar la conciencia tras un desmayo.

## Uso
El compuesto activo habitual es el carbonato de amonio, un sólido cristalino de color blanco a incoloro ((NH₄)₂CO₃). Debido a que la mayoría de las soluciones modernas se mezclan con agua, su denominación correcta debería ser “espíritus aromáticos de amoníaco”. Las soluciones actuales también pueden contener otros productos que perfuman o actúan junto con el amoníaco, como aceite de lavanda o aceite de eucalipto.
Históricamente, las sales aromáticas se han utilizado en personas que se sienten desmayadas o que ya han perdido el conocimiento. Generalmente son administradas por otras personas, aunque también pueden ser autoadministradas.
Las sales aromáticas suelen usarse en atletas que han quedado aturdidos o inconscientes, con el fin de recuperar la conciencia y el estado de alerta mental. Actualmente, las sales aromáticas están prohibidas en la mayoría de las competiciones de boxeo debido a la preocupación de que su efecto pueda enmascarar una lesión más grave.
También se utilizan como una forma de estimulante en competiciones deportivas (como levantamiento de potencia, strongman, rugby y hockey sobre hielo) para “despertar” a los competidores y mejorar su rendimiento. En 2005, Michael Strahan estimó que entre el 70 y el 80 % de los jugadores de la Liga Nacional de Fútbol Americano (NFL) usaban sales aromáticas como estimulantes.

## Historia

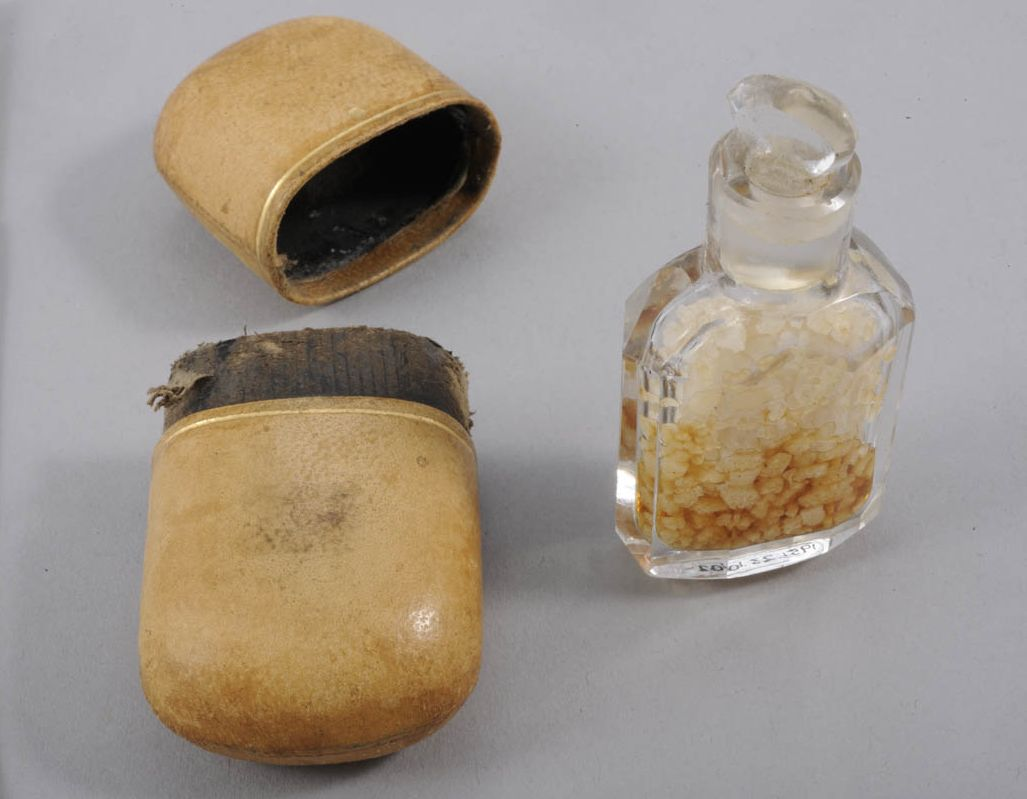
Frasco con sales aromáticas, utilizado para reanimar a los pacientes odontológicos luego de un procedimiento. Francia,.

Las sales aromáticas se han utilizado desde la época romana y se mencionan en los escritos de Plinio como Hammoniacus sal. Existen evidencias de su uso en el siglo XIII por alquimistas como sal amoniacal. En el “Cuento del sirviente del canon” del siglo XIV, uno de los Cuentos de Canterbury de Chaucer, un alquimista afirma usar sal armonyak. En el siglo XVII, la destilación de una solución de amoníaco a partir de astillas de cuernos y pezuñas de ciervo llevó al nombre alternativo de las sales aromáticas como espíritu o sal de cuerno de ciervo.
Se usaban ampliamente en la Gran Bretaña victoriana para reanimar a las mujeres que se desmayaban y, en algunas zonas, los guardias llevaban un recipiente lleno de ellas para ese propósito. En aquella época, era común que las sales aromáticas se disolvieran con perfume en vinagre o alcohol y se empaparan en una esponja, que luego se llevaba sobre la persona en un recipiente decorativo llamado vinagreta. La sal volátil aparece varias veces en la novela de Nicholas Nickleby de Dickens .
El uso de sales aromáticas fue ampliamente recomendado durante la Segunda Guerra Mundial, y la Cruz Roja Británica y St. John Ambulance aconsejaron a todos los lugares de trabajo que mantuvieran sales aromáticas en sus botiquines de primeros auxilios.

## Acción fisiológica

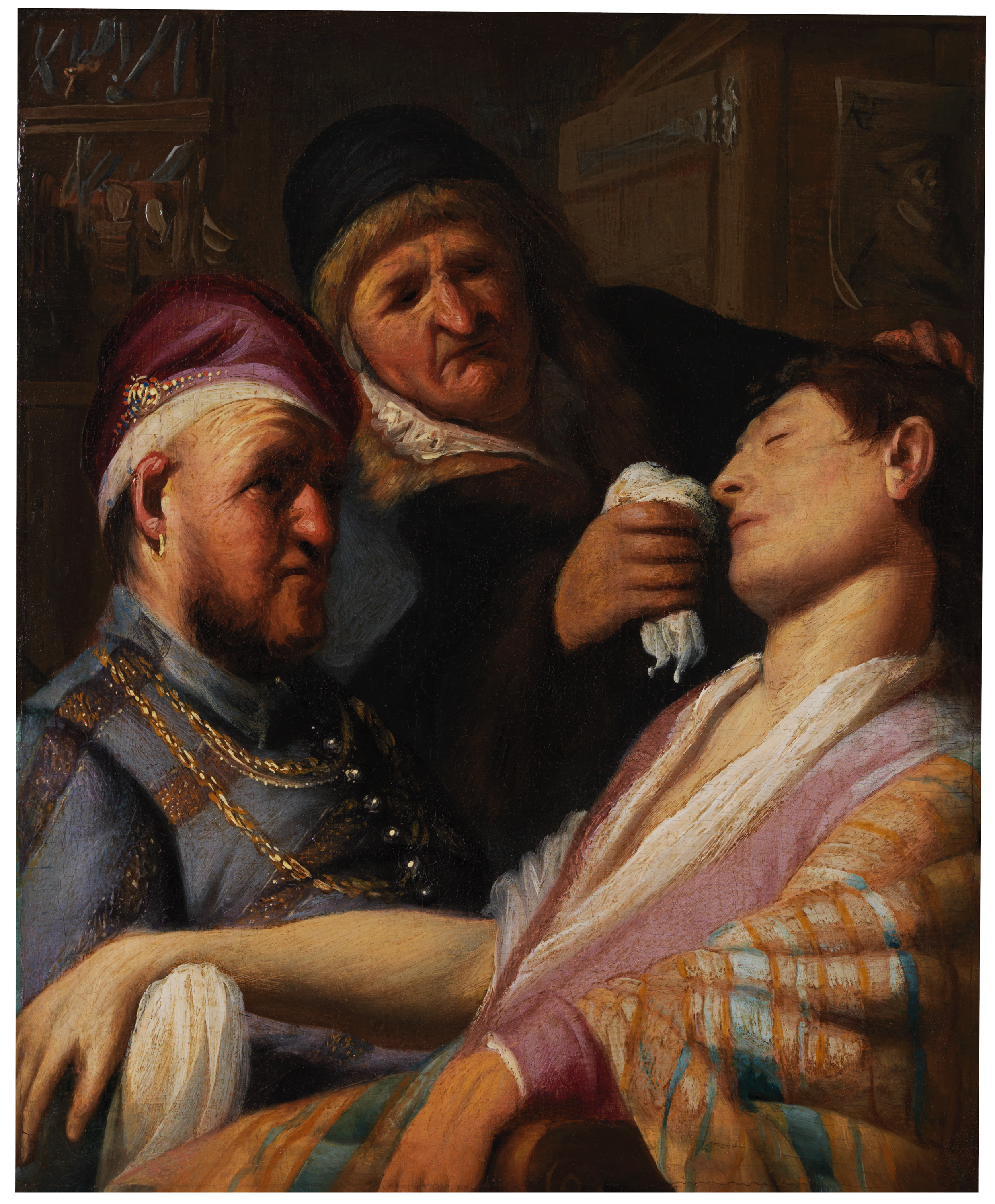
El Paciente Inconsciente (Alegoría del Olfato) de Rembrandt muestra a una mujer que utiliza sales aromáticas para reanimar a un hombre que se ha desmayado a manos de un barbero-cirujano.

Las sales sólidas de carbonato de amonio y bicarbonato de amonio se disocian parcialmente para formar NH
3, CO
2 y H
2O vapor como sigue:
Las sales aromáticas liberan amoniaco ( NH
3 ) gas, que desencadena un reflejo de inhalación. Provoca que los músculos que controlan la respiración trabajen más rápido al irritar las membranas mucosas de la nariz y los pulmones.
El desmayo puede ser causado por una actividad parasimpática y vagal excesiva que ralentiza el corazón y disminuye la perfusión del cerebro. Se aprovecha el efecto irritante simpático para contrarrestar estos efectos parasimpáticos vagales y revertir así el desmayo.

## Riesgos
La exposición al gas amoníaco en grandes concentraciones durante períodos prolongados es tóxica y puede ser mortal. Si se inhala una alta concentración de amoníaco demasiado cerca de la fosa nasal, podría quemar la mucosa nasal o oral. La distancia sugerida es de 10 a 15 centímetros (4-6 pulgadas).
No se recomienda el uso de sales aromáticas de amoníaco para reanimar a personas lesionadas durante la práctica deportiva porque puede inhibir o retrasar una evaluación neurológica adecuada y exhaustiva por parte de un profesional de la salud, como por ejemplo después de una conmoción cerebral, cuando la hospitalización puede ser aconsejable, y algunos organismos reguladores recomiendan específicamente no hacerlo. La naturaleza irritante de las sales aromáticas significa que pueden exacerbar cualquier lesión preexistente en la columna cervical al causar un reflejo de retirada de ellas, aunque se ha descubierto que esto es el resultado de mantener las sales aromáticas más cerca de la nariz de lo recomendado.